# Рааб, Георг
Георг Мартин Игнац Рааб (нем. Georg Martin Ignaz Raab; 1 февраля 1821, Вена — 31 декабря 1885, там же) — австрийский живописец, портретист, миниатюрист и литограф. Придворный художник.

## Биография
Художественное образование получил в венской академии художеств (1833—1837). Ученик Леопольда Купельвизера.
С 1841 до 1846 года работал в Будапеште, а затем, поселившись в Вене, очень часто появлялся на тамошних выставках со своими произведениями — идеальными головками и портретами, написанными как масляными красками, так и акварелью. Особенно ценны были его портретные миниатюры.
Одной из первых картин Рааба, сделавших его известным живописцем, была выставленная в 1858 г. «Девора»; за ней последовали, почти на каждой ежегодной выставке, женские портреты, привлекавшие к себе внимание публики своей поэтичностью, например, «Миньона», «Дама с белым покрывалом» (в венском музее) и др. Исполненные Раабом миниатюрные портреты членов австрийской императорской фамилии отличаются чрезвычайным сходством и были весьма распространены в литографиях Кригубера.
Кроме акварельных портретов-миниатюр, он занимался также литографией и миниатюрной живописью на слоновой кости.
Написанный им портрет австрийской императрицы Елизаветы находится ныне в коллекции Львовской галереи искусств.

## Избранные картины

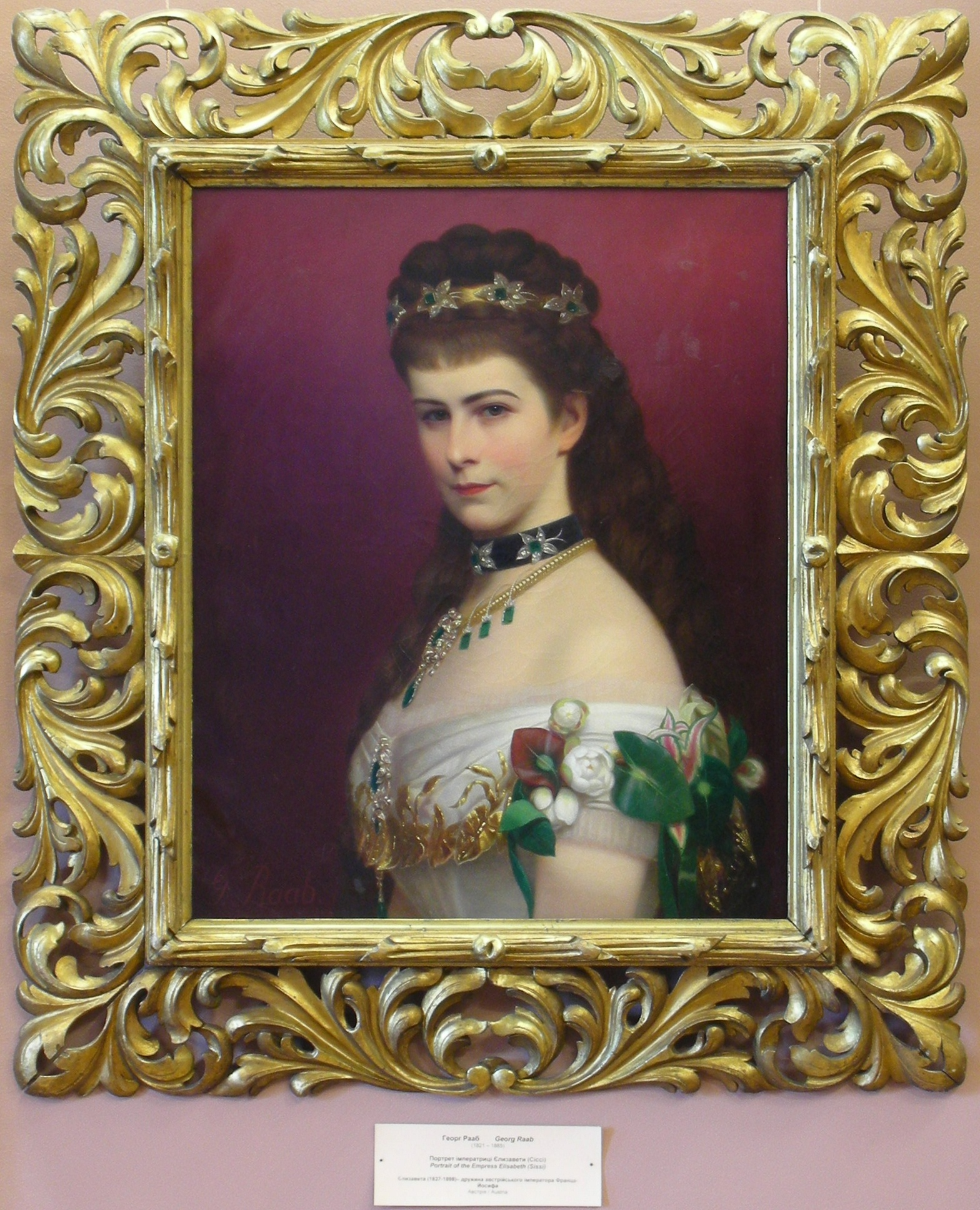
Портрет австрийской императрицы  Елизаветы
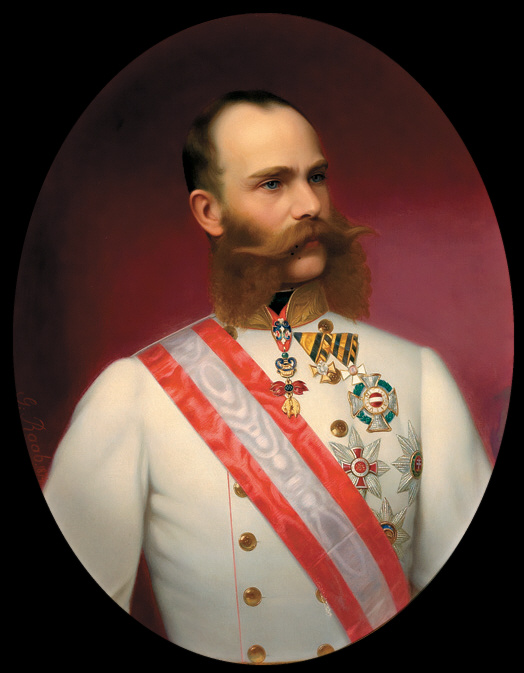
Портрет императора Франца Иосифа I в форме фельдмаршала.
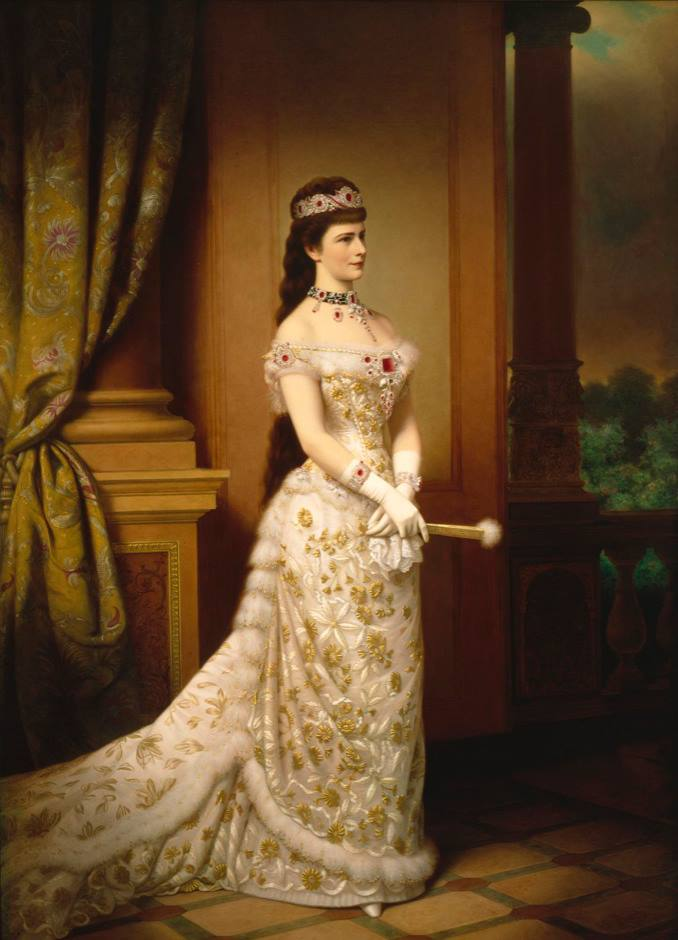
Портрет австрийской императрицы  Елизаветы
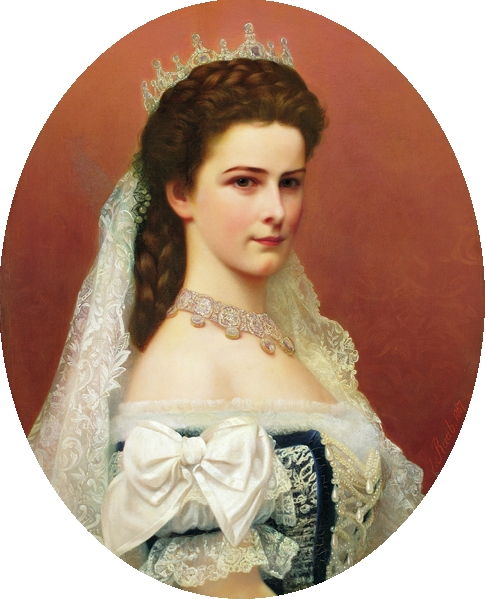
Елизавета Баварская, принцесса Венгерская
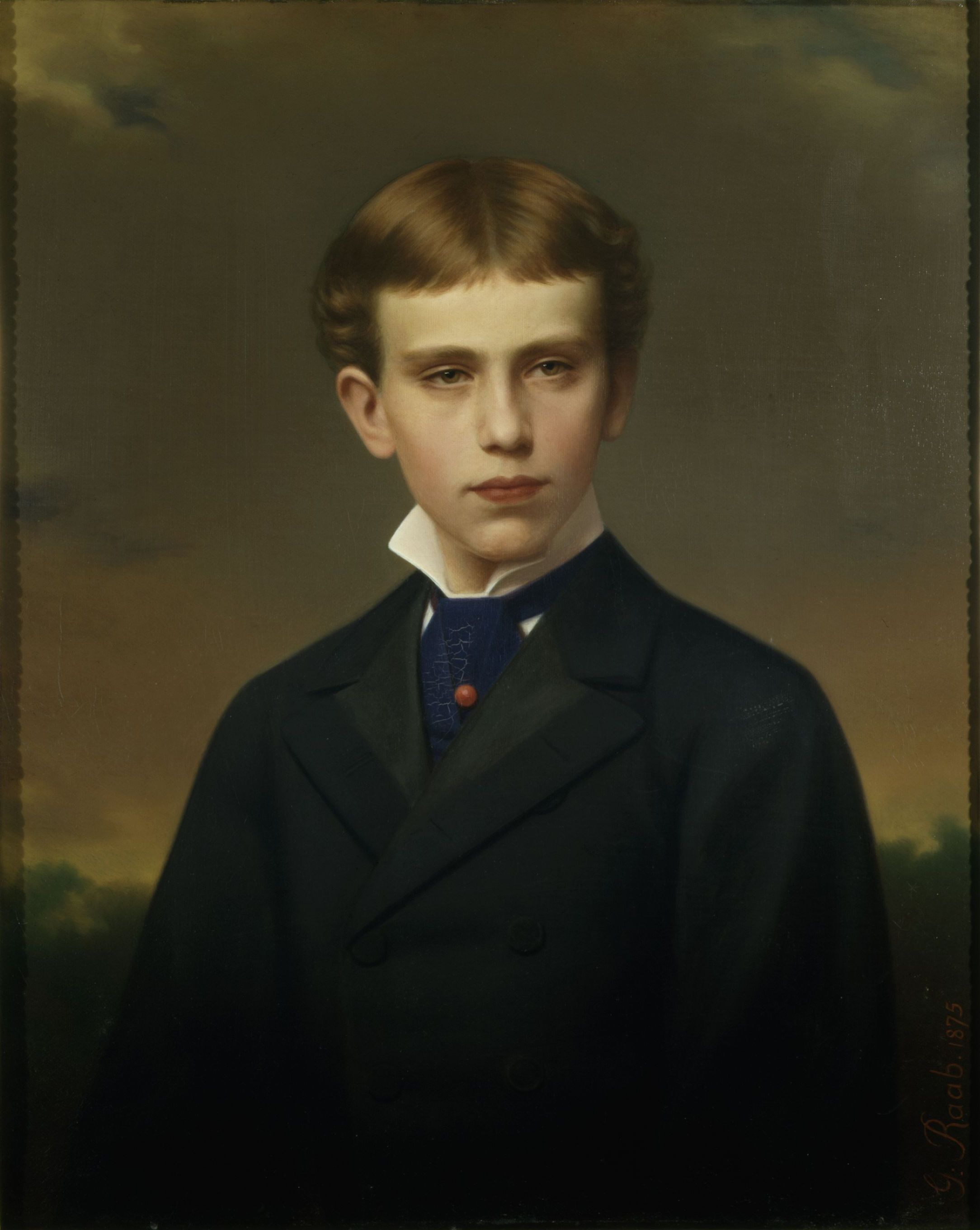
Кронпринц Рудольф в 16-летнем возрасте
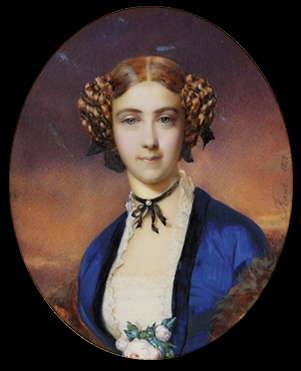